# Alonso de Ercilla

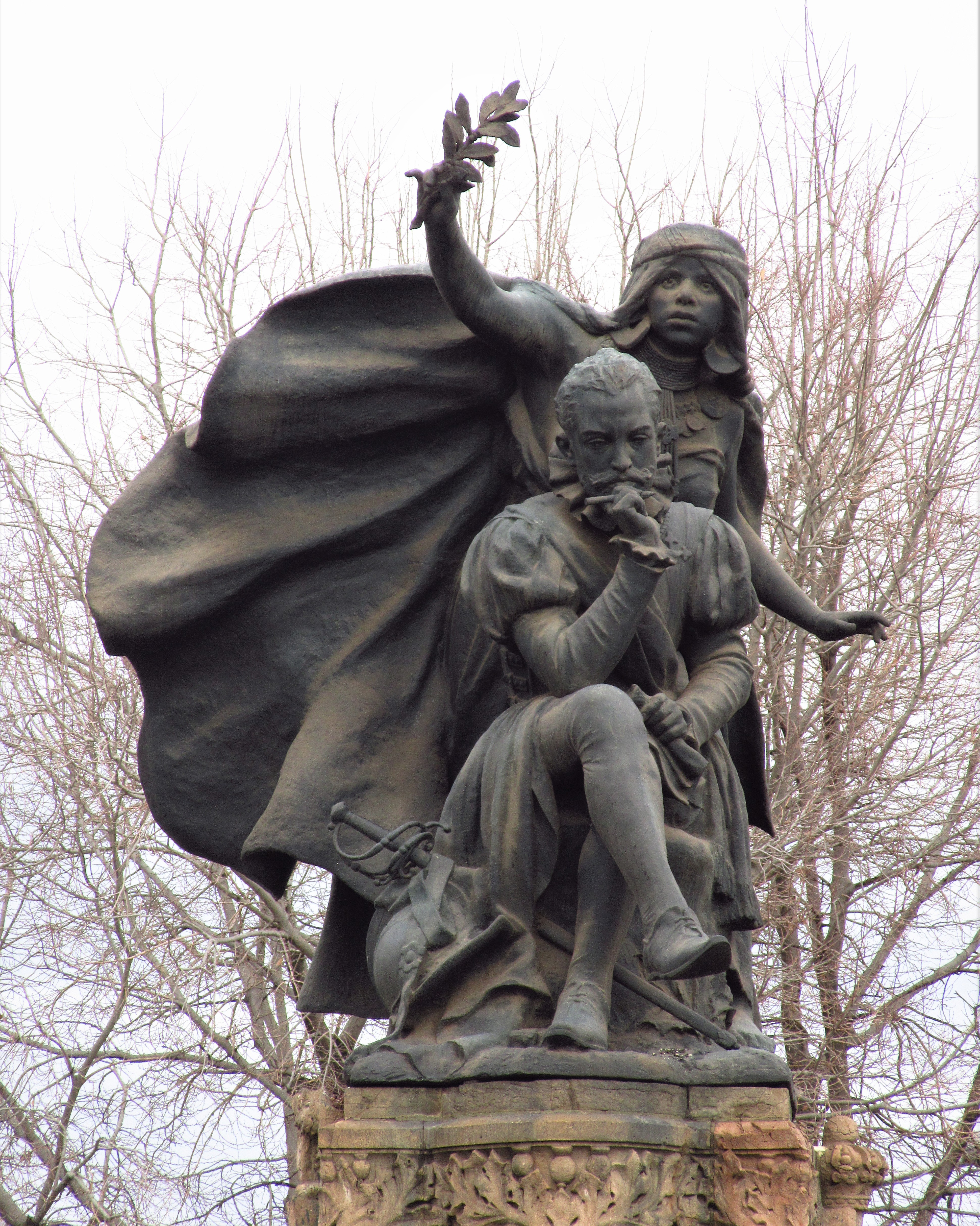
Estátua de Alonso de Ercilla em Santiago de Chile.

Alonso de Ercilla e Zúñiga (Madri, 7 de agosto de 1533 - 29 de novembro de 1594) foi um poeta e soldado espanhol, conhecido principalmente por ser o autor de La Araucana.

## Biografia
Nasceu em Madri, em 1533. Seus pais —Fortún García de Ercilla, jurista do Conselho Real, e Leonor de Zúñiga— eram oriundos de Bermeo (Vizcaya, País Basco). Sexto e menor dos filhos, quando tinha apenas um ano, morre seu pai. Sua mãe tratará de cuidar da sua família e desloca-se aos diferentes senhorios nos que pode receber rendas (Bermeo, Nájera, Bobadilla). A situação econômica agrava-se ao ser despojada por uma discussão sobre seu patrimônio em 1545, ao mesmo tempo em que seu filho maior morre em Madri. Quase na pobreza destina seu segundo filho à Igreja e solicita o favor de Carlos V.

## Gênesis da La Araucana
Em 1556, chega ao Peru e acompanha a García Hurtado de Mendoza, o recém nomeado governador e capitão geral do Chile, onde se tinham insurgido os araucanos. Esteve no Chile durante dezessete meses, entre 1557 e 1559 e conheceu a dom Francisco Pérez de Valenzuela. Participou nas batalhas de Lagunilhas, Quiapo e Milharapue, sendo testemunha da morte de Caupolicán, protagonista de seu poema: LA Araucana, poema épico de exaltação militar em 37 cantos, onde narra os factos mais significativos da guerra de Arauco contra os araucanos (mapuches) e que começou a escrever em campanha.
Em março de 1558, dom García fundou a cidade de Osorno e quando se realizava uma festa na nova cidade com a participação de todos seus vizinhos, saiu nesse dia dom García por uma porta falsa de sua casa cobrindo o rosto com um capacete de viseira fechado acompanhado de Alonso de Ercilla e Pedro Olmos de Aguilera, quando de improviso se incorporou Juan de Pineda, quem estava inimizado com Alonso de Ercilla por rinchas anteriores e num momento dado ambos sacaram espadas se produzindo um confuso incidente. Dom García notou a situação e arremeteu contra o mais exaltado, que era Alonso de Ercilla, e o derrubou com um golpe de clava. Ferido, Alonso de Ercilla correu a uma igreja e procurou asilo. O governador mandou encarcerá-los e degolar a ambos contendores ao dia seguinte. A vizinhança e muitas pessoas influentes, considerando injusta a condenação, trataram de persuadir a García Hurtado e Mendoza, mas os preparativos para a execução prosseguiram e a esperança de salvá-los estava perdida. Então duas mulheres, uma espanhola e outra índia, acercaram-se à casa de dom García e introduziram-se pela janela e por médio de súplicas conseguiram comover o duro coração do governador, quem perdoou a vida aos sentenciados. Alonso de Ercilla seguiu preso mais três meses e depois foi desterrado ao Peru. Escreveria dom Alonso em seu épico poema LA Araucana respeito deste sério incidente:
del mozo capitán acelerado

fui sacado injustamente

a la plaza a ser públicamente degollado;

ni la larga prisión impertinente

donde estuve tan sin culpa molestado

ni mil otras miserias de otra suerte,

A Araucana foi considerada por Cervantes como uma das melhores obras épicas em verso castelhano que tenha produzido Espanha e a salva novelisticamente do fogo a que foi submetida a biblioteca de dom Quixote.

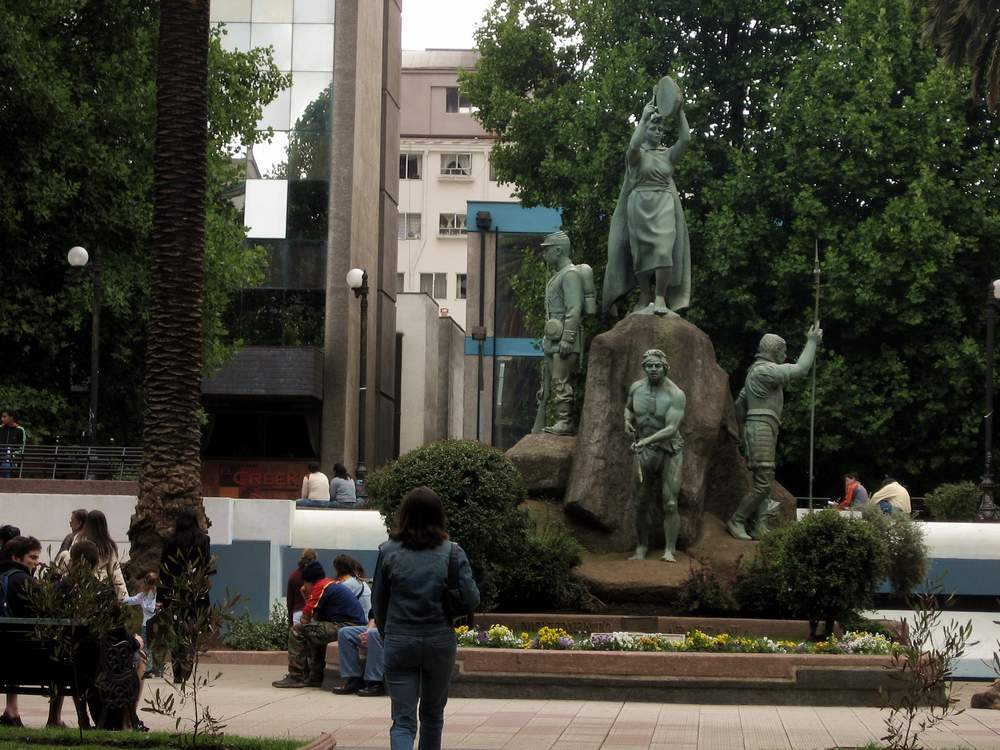
Monumento à La Araucania (com Alonso de Ercilla como uns das cinco personagens)

## Morte
Após residir no Peru, regressou a Espanha em 1562, onde publicou sua grande obra (1569), dedicada a Felipe II. Foi nomeado gentil-homem da corte e cavalheiro de Santiago na vila de Uclés, depois do qual participou em diversas ações diplomáticas. Em 1570 casou-se com María de Bazán e instalou-se em Madri, onde terminou as partes segunda (1578) e terça de seu poema (1589). Ercilla usa a palavra araucano como gentílico da palavra em mapudungun rauko (terra argilosa).
Falece aos 61 anos em 1594. Seus restos repousam no Convento de San José situado na cidade de Ocaña em Toledo. O convento acha-se habitado por carmelitas descalços. Seus restos estiveram vários séculos abaixo no altar numa cripta onde se enterravam as próprias freiras, mas foram transladados à igreja anexa ao monastério para que pudessem ser visitados com mais facilidade. Todos os dias do ano, às 8 da manhã,